# 安德烈亚·桑塔雷利
安德烈亚·桑塔雷利（義大利語：Andrea Santarelli，1993年6月3日—）是一名意大利击剑运动员，曾联同队友恩里科·加罗佐、马尔科·菲凯拉和保罗·皮佐获得2016年夏季奥林匹克运动会男子团体重剑银牌。